# Ngựa Boulonnais

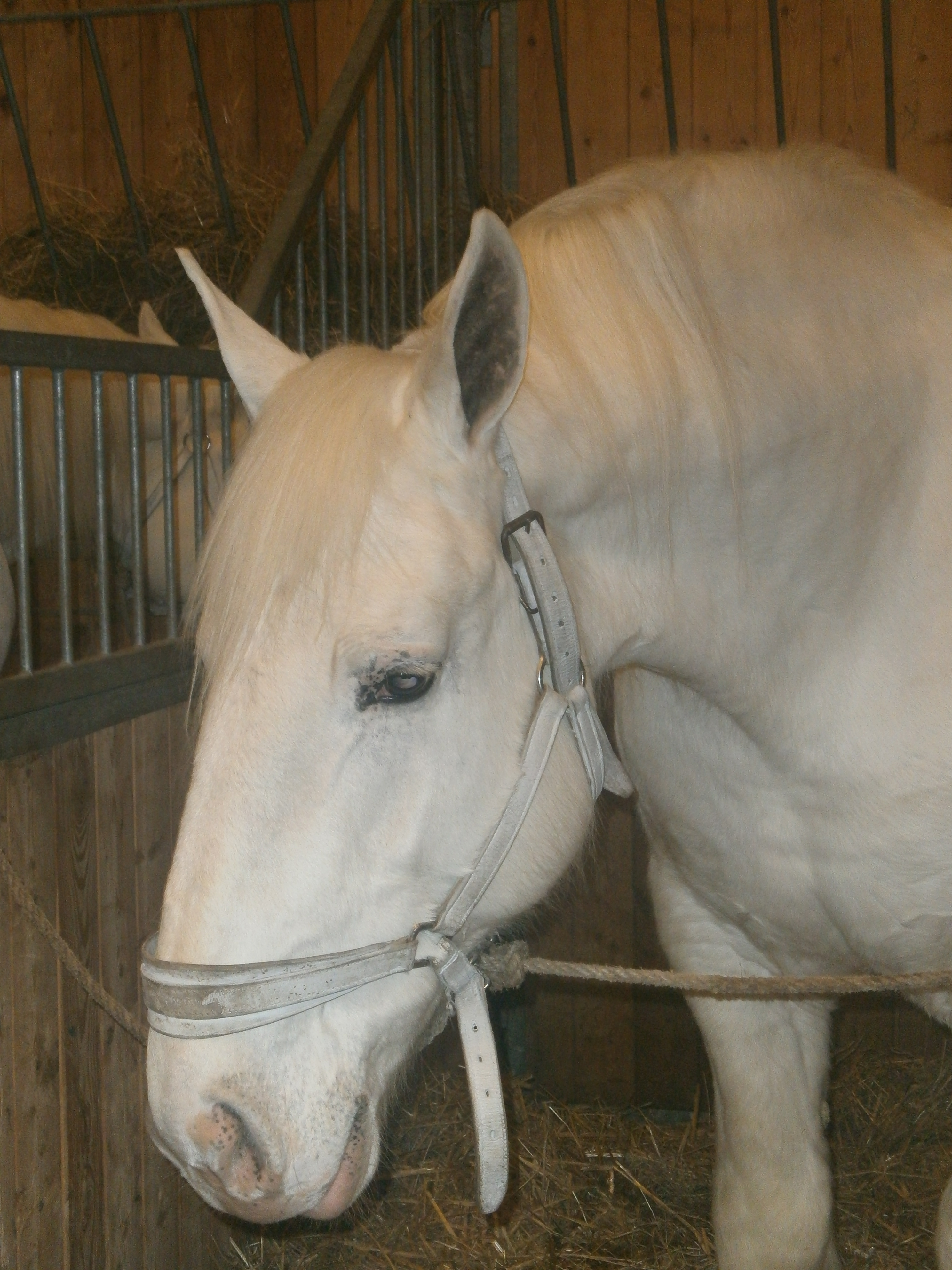
Ngựa Boulonnais

Ngựa Boulonnais là một giống ngựa kéo xe. Nó được biết đến với ngoại hình lớn nhưng thanh lịch của mình và thường có màu xám, mặc dù hạt dẻ và màu đen cũng được cho phép bởi các đăng ký bởi giống Pháp. Nguyên có một vài tiểu loại, nhưng nó đã lai cho đến khi chỉ có một giống là hôm nay. Nguồn gốc của giống ngựa vết đến một khoảng thời gian trước khi cuộc Thập Tự Chinh và trong thế kỷ 17, ngựa Bắc Phi Tây Ban Nha, ngựa Ả rập, và máu ngựa Andalucia đã được thêm vào để tạo ra kiểu dáng hiện đại.

## Tổng quan
Trong suốt những năm 1900, ngựa Boulonnais được nhập khẩu với số lượng lớn đến Hoa Kỳ và đã khá phổ biến tại Pháp. Tuy nhiên, dân số chúng ở châu Âu bị giảm nghiêm trọng trong các cuộc chiến tranh ở thế kỷ 20. Các giống ngựa gần như đã tuyệt chủng sau chiến tranh thế giới II, vào năm 1970 như một giống ngựa phổ biến cho giống ngựa phục vụ lấy thịt ngựa. Số giống còn thấp; người ta ước tính rằng ít hơn 1.000 con ngựa vẫn còn ở châu Âu, chủ yếu là ở Pháp, với một vài quốc gia khác.
Nghiên cứu sớm nhất là năm 1983 chỉ ra một mối nguy hiểm cận huyết trong dân số Boulonnais, và một báo cáo năm 2009 cho thấy các giống ngựa phải được ưu tiên cho bảo tồn trong nước Pháp. Loại nhỏ nhất của Boulonnais ban đầu được sử dụng để kéo xe đầy cá tươi từ Boulogne đến Paris, trong khi các giống lớn hơn thực hiện giống ngựa công việc nặng nhọc, cả trang trại và trong các thành phố. Ngựa Boulonnais cũng được lai tạo và tinh chỉnh một số giống ngựa các giống ngựa khác.

## Đặc điểm
Ngựa Boulonnais cao 59-67 inches, 150–170 cm trở lên. Nó có đầu thanh lịch với một vầng trán rộng và một đoạn ngắn, cơ bắp đầy cổ. Thành viên của các giống ngựa có bộ ngực đầy đủ, lồng xương sườn tròn và vai dốc. Các chân khá ngắn nhưng mạnh mẽ và mạnh mẽ. Không giống như giống ngựa các giống khác như ngựa Shire hoặc ngựa Clydesdale, nó không có lông phủ trên đôi chân của nó thấp hơn. Do chủ yếu là để nhiều bổ sung máu phương Đông, Boulonnais có một vẻ ngoài tao nhã mà không thường thấy trong giống ngựa nặng giống và nó đã được gọi là "giống ngựa ngựa cao quý nhất của châu Âu". Các vết mịn của da và sự xuất hiện tinh tế của các tĩnh mạch đã cho phép con ngựa được mô tả như nhìn "như đá cẩm thạch đánh bóng"

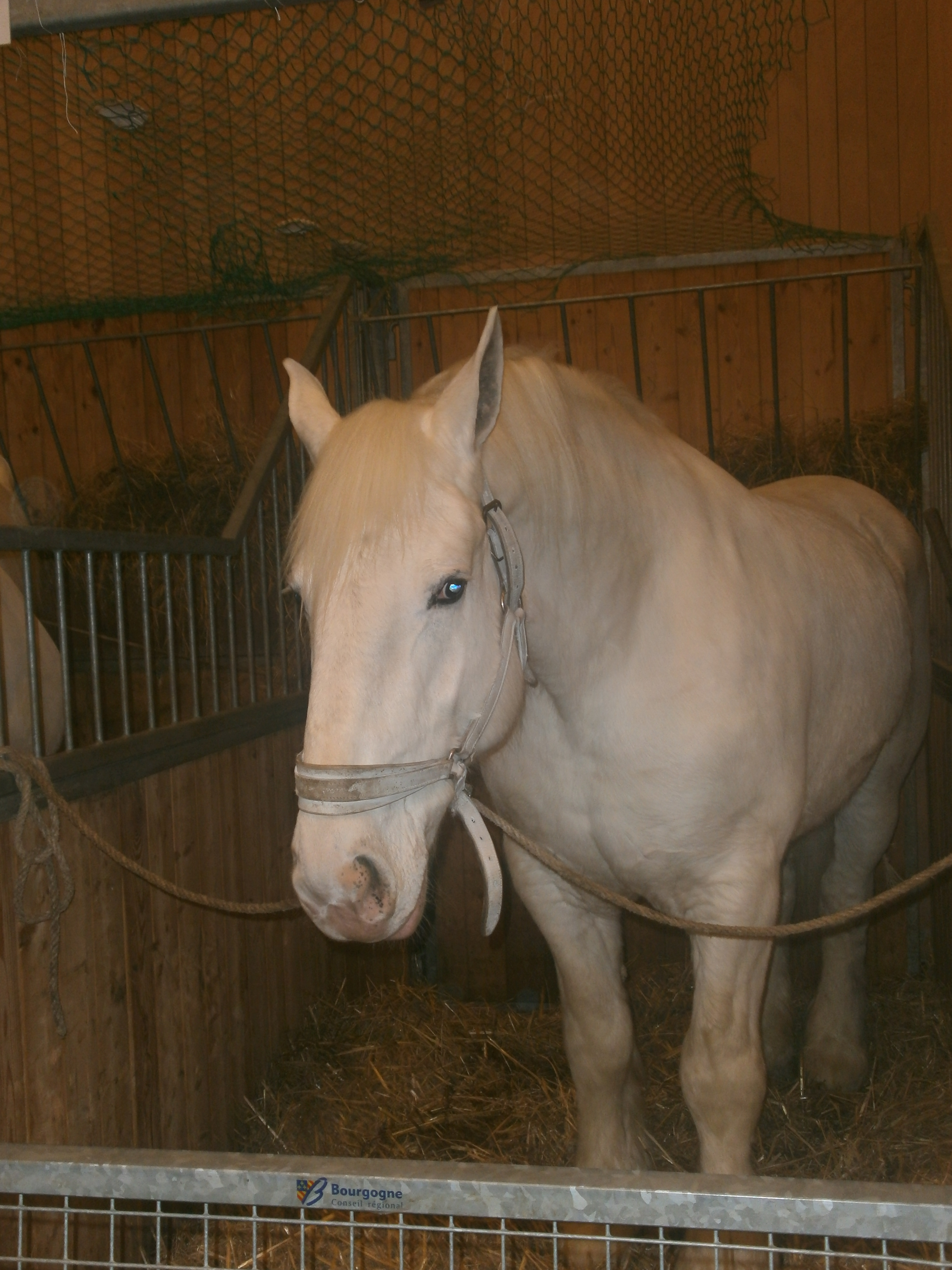
Tổng quan về một con ngựa

Trong suốt những năm 1800, những con ngựa xám bắt đầu xuất hiện, và nó là màu chiếm ưu thế vào cuối thế kỷ này. Màu xám trở thành màu phổ biến trong thời gian này do việc sử dụng những con ngựa để chuyên chở cá vào ban đêm - ngựa màu xám có thể nhìn thấy nhiều hơn trong bóng tối, và do đó có giá trị hơn. Trong những năm cuối của thế kỷ 20, các nhà lai một lần nữa bắt đầu. thích màu tối hơn như vịnh và hạt dẻ. Ngày nay, màu hạt dẻ, màu xám và màu đen là màu sắc chỉ cho phép đăng ký giống Pháp với đại đa số các con ngựa là màu xám một cụm từ phổ biến nói rằng những con ngựa có lớp lông khoác "màu sắc của những đám mây từ bờ biển".
Có một số dạng ban đầu của Boulonnais. Petit Boulonnais, Mareyeuse hoặc Mareyeur đã được sử dụng trong việc vận chuyển nhanh chóng các đồ cá tươi (la Maree) từ Pas-de-Calais đến Paris; nó đứng cao 61-63 inches (155–160 cm) và nặng 1.210 đến £ 1.430 (550–650 kg). Giống ngựa Picard đến từ vùng Picardie, và được gọi là "con ngựa của đất xấu", so với con ngựa Cauchoix từ Pays de khu vực Caux, được gọi là "con ngựa của đất tốt" "grand Boulonnais", mà đứng cao 63-67 inches, 160–170 cm và cân nặng 1.430 đến £ 1650 (650–750 kg) được lai tạo trong thế kỷ 19 cho công việc trang trại trong các lĩnh vực. Tất cả những loại được lai với nhau để tạo ra con ngựa Boulonnais hiện đại. 

## Lịch sử